# Centro di carena
Si definisce centro di carena il centro di gravità della massa fluida spostata dalla nave.
In questo punto sommerso, passa la retta d'azione lungo la quale agisce la spinta di Archimede.
La sua posizione, relativamente a quella del baricentro, è determinante per l'equilibrio del corpo immerso.